# Plutino

Diagramm, in dem die Bahnhalbachsen der größeren Plutinos (in AE, waagrechte Achse) gegen ihre Bahnneigung (in °, senkrechte Achse) abgetragen werden. Die Kreisgrößen sollen nur die relativen Asteroidenradien illustrieren und sind nicht maßstäblich zu den Bahnelementen. Die horizontalen Linien stellen den Spielraum zwischen dem Perihel bzw. Aphel der jeweiligen Plutinoumlaufbahn dar.

Als Plutinos, nicht zu verwechseln mit Plutoiden, werden in der Astronomie jene Objekte des Kuipergürtels bezeichnet, deren Bahnelemente mit denen von Pluto vergleichbar sind. Diese Umlaufbahnen werden durch eine 3:2-Resonanz zur Umlaufbahn des Planeten Neptun stabilisiert, das heißt, während dreier Neptunumläufe umrunden sie die Sonne zweimal. Durch diese Synchronisierung werden enge Begegnungen mit Neptun vermieden, sodass im Umkreis dieses äußersten Riesenplaneten nur solche Bahnen über längere Zeit stabil sind. Die Plutinos sind neben den Twotinos die bekanntesten resonanten Kuipergürtelobjekte.
Die ersten vier Plutinos wurden an vier aufeinanderfolgenden Tagen vom 14. bis 17. September 1993 entdeckt, – 63 Jahre nach Pluto. Gegenwärtig schätzt man die Anzahl der größeren Plutinos (über 100 km) auf mehr als 1000. Diese Schätzungen sind jedoch noch sehr vage, da nur wenig Daten über die Kuipergürtelobjekte (KBO) vorliegen.

## Vermutliche Entstehung
Während der Entstehung des Sonnensystems wurden durch die Gasriesen Planetesimale in den äußeren Bereich (Kuipergürtel und Oortsche Wolke) geschleudert, wodurch sich Neptuns Umlaufbahn vergrößerte. Durch Simulationsrechnungen konnte nachgewiesen werden, dass er dabei auf seinem Weg die bereits vorhandenen Objekte in der 3:2-Resonanz wie ein Schneepflug vor sich „hergeschoben“ hat. 

## Bekannte große Plutinos
| Name             | Durchmesser        | große Halbachse        | Perihel                | Aphel                  | Umlaufzeit             | Bahnneigung            | Exzentrizität          | Oppositionshelligkeit 2008 | Oppositionshelligkeit im Perihel |
| ---------------- | ------------------ | ---------------------- | ---------------------- | ---------------------- | ---------------------- | ---------------------- | ---------------------- | -------------------------- | -------------------------------- |
| (134340) Pluto   | 2374 km            | 39,48 AE               | 29,66 AE               | 49,3 AE                | 248 Jahre              | 17,2°                  | 0,249                  | 14,m1                      | 13,m8                            |
| Charon           | 1208 km            | Größter Mond des Pluto | Größter Mond des Pluto | Größter Mond des Pluto | Größter Mond des Pluto | Größter Mond des Pluto | Größter Mond des Pluto | Größter Mond des Pluto     | Größter Mond des Pluto           |
| (90482) Orcus    | 0917 km            | 39,45 AE               | 30,84 AE               | 48,07 AE               | 248 Jahre              | 20,6°                  | 0,218                  | 19,m1                      | 17,m2                            |
| (28978) Ixion    | 0617 km            | 39,56 AE               | 30,00 AE               | 49,11 AE               | 249 Jahre              | 19,6°                  | 0,242                  | 19,m4                      | 18,m0                            |
| (38628) Huya     | 0406 km            | 39,70 AE               | 28,53 AE               | 50,86 AE               | 250 Jahre              | 15,5°                  | 0,281                  | 19,m3                      | 19,m3                            |
| (47171) Lempo    | 0393 km (effektiv) | 39,24 AE               | 30,55 AE               | 47,93 AE               | 246 Jahre              | 08,4°                  | 0,221                  | 19,m8                      | 19,m7                            |
| (15789) 1993 SC  | 0328 km            | 39,37 AE               | 32,12 AE               | 46,62 AE               | 247 Jahre              | 05,2°                  | 0,184                  | 22,m5                      | 21,m9                            |
| (15810) Arawn    | 251 km             | 39,60 AE               | 34,75 AE               | 44,45 AE               | 249 Jahre              | 3,8°                   | 0,122                  |                            |                                  |
| (15788) 1993 SB  | 0130 km            | 39,22 AE               | 26,73 AE               | 51,70 AE               | 246 Jahre              | 01,9°                  | 0,319                  | 22,m4                      | 21,m9                            |
| (385185) 1993 RO | 0090 km            | 39,10 AE               | 31,48 AE               | 46,70 AE               | 244 Jahre              | 03,7°                  | 0,195                  | 23,m0                      | 22,m9                            |